# 雪野站
雪野站，位于中华人民共和国山东省济南市莱芜区雪野镇东峪村，是济莱高速铁路上的高铁站，由中国铁路济南局集团有限公司管辖，已于2022年12月30日启用。

## 外部連結
- 中国铁路客户服务中心 （页面存档备份，存于）